# Carretera de Nebraska 22
La Carretera de Nebraska 22 (en inglés: Nebraska Highway 22) y abreviada NE 22, con una longitud de 89,26 millas (143,6 km), es una carretera estatal de sentido este-oeste ubicada en el estado estadounidense de Nebraska. La Carretera de Nebraska 22 se inicia en su extremo oeste en la Carretera de Nebraska 70 al sur en Ord, en el este en la U.S. Route 81 al noroeste en Columbus.

## Cruces
Los principales cruces de la Carretera de Nebraska 22 son las siguientes:
| Condado | Ubicación  | Millas | Cruces                       | Notas                     |
| ------- | ---------- | ------ | ---------------------------- | ------------------------- |
| Valley  |            | 0.00   | NE 70                        | Término occidental        |
| Valley  | North Loup | 11.89  | NE 11 Norte                  | Extremo oeste de NE 11    |
| Greeley | Scotia     | 13.92  | NE 11 Sur                    | Extremo este de NE 11     |
| Greeley |            | 23.98  | US 281 Norte                 | Extremo oeste de US 281   |
| Greeley | Wolbach    | 31.80  | US 281 Sur                   | Extremo este de US 281    |
| Nance   | Fullerton  | 56.88  | NE 14 Sur                    | Extremo oeste de la NE 14 |
| Nance   | Fullerton  | 58.52  | NE 14 Norte                  | Extremo este de la NE 14  |
| Nance   | Genoa      | 71.82  | NE 39 Sur                    | Extremo oeste de la NE 39 |
| Nance   | Genoa      | 73.03  | NE 39 Norte (Willard Avenue) | Extremo este de la NE 39  |
| Nance   | Genoa      | 74.96  | L 63A Oeste                  |                           |
| Platte  |            | 89.26  | US 81                        | Terminal este             |